# Patinação artística nos Jogos Asiáticos de Inverno de 2011 - Duplas
A competição de duplas da patinação artística na Jogos Asiáticos de Inverno de 2011 foi realizada no Alatau Sports Palace, em Astana, Cazaquistão. O programa curto foi disputado no dia 3 de fevereiro e a patinação livre no dia 5 de fevereiro.

## Medalhistas
| Ouro   | CHN Pang Qing / Tong Jian       |
| Prata  | CHN Sui Wenjing / Han Cong      |
| Bronze | PRK Ri Ji-hyang / Thae Won-hyok |

## Resultados
| Pos.              | Nome                            | Nacionalidade   | Pontos | PC        | PL         |
| ----------------- | ------------------------------- | --------------- | ------ | --------- | ---------- |
| Medalha de ouro   | Pang Qing / Tong Jian           | China           | 195.90 | 68.36 (1) | 127.54 (1) |
| Medalha de prata  | Sui Wenjing / Han Cong          | China           | 177.54 | 59.22 (2) | 118.32 (2) |
| Medalha de bronze | Ri Ji-Hyang / Thae Won-Hyok     | Coreia do Norte | 143.04 | 53.60 (3) | 89.44 (3)  |
| WD                | Lidiya Voblenko / Vladimir Rudi | Cazaquistão     | —      | — (WD)    |            |

Legenda
| Recorde mundial      | Recorde mundial (World record)               |                       | Recorde africano                      | Recorde africano (African) |                                           | Q | Classificado por posição (Qualified) |
| Recorde olímpico     | Recorde olímpico (Olympic record)            | Recorde da América    | Recorde da América (Americas)         | q                          | Classificado por melhor tempo (Qualified) |   |                                      |
| Melhor marca do ano  | Melhor marca do ano (World leading)          | Recorde asiático      | Recorde asiático (Asian)              | DNS                        | Não largou (Did not start)                |   |                                      |
| Recorde nacional     | Recorde nacional (National record)           | Recorde europeu       | Recorde europeu (European)            | DNF                        | Não terminou (Did not finish)             |   |                                      |
| Recorde pessoal      | Recorde pessoal do atleta (Personal best)    | Recorde da Oceania    | Recorde da Oceania (Oceania)          | DSQ / DQ                   | Desclassificado (Disqualified)            |   |                                      |
| Recorde da temporada | Recorde da temporada do atleta (Season best) | Recorde sul-americano | Recorde sul-americano (South America) | NM                         | Sem marca (No mark)                       |   |                                      |